# Koneck
Koneck è un comune rurale polacco del distretto di Aleksandrów Kujawski, nel voivodato della Cuiavia-Pomerania.
Ricopre una superficie di 68,13 km² e nel 2004 contava 3 434 abitanti.